# Primulina
Primulina là danh pháp của một chi thực vật có hoa trong họ Gesneriaceae. Trước năm 2011 nó là chi đơn loài, với loài duy nhất là Primulina tabacum. Năm 2011, chi này đã được mở rộng để chứa nhiều loài chuyển sang từ các chi Chirita (chủ yếu của Chirita sect. Gibbosaccus), Chiritopsis và Wentsaiboea, trừ W. tiandengensis có lẽ có quan hệ họ hàng gần với Lagarosolen. Năm 2016, 5 loài từ Primulina lại được chuyển sang chi Deinostigma. Các loài này phân bố chủ yếu ở các tỉnh Quảng Tây, Quảng Đông của Trung Quốc và miền bắc Việt Nam. Tới cuối năm 2016 người ta ghi nhận khoảng 170 loài thuộc về chi này.

## Các loài
Danh sách 118 loài đã biết bao gồm:
- Primulina annamensis (Pellegr.) Mich.Möller & A.Weber (đồng nghĩa: Chirita annamensis). Phân bố: Miền trung VIệt Nam.
- Primulina atroglandulosa (W.T.Wang) Mich.Möller & A.Weber (đồng nghĩa: Chirita atroglandulosa). Phân bố: Quảng Tây (Trung Quốc).
- Primulina atropurpurea (W.T.Wang) Mich.Möller & A.Weber (đồng nghĩa: Chirita atropurpurea). Phân bố: Quảng Tây (Trung Quốc).
- Primulina baishouensis (Y.G.Wei, H.Q.Wen & S.H.Zhong) Yin Z.Wang (đồng nghĩa: Chirita baishouensis). Phân bố: Quảng Tây (Trung Quốc).
- Primulina balansae (Drake) Mich.Möller & A.Weber (đồng nghĩa: Chirita balansae). Phân bố: Miền bắc VIệt Nam.
- Primulina bicolor (W.T.Wang) Mich.Möller & A.Weber (đồng nghĩa: Chirita bicolor). Phân bố: Quảng Đông (Trung Quốc).
- Primulina bipinnatifida (W.T.Wang) Yin Z.Wang & J.M.Li (đồng nghĩa: Chiritopsis bipinnatifida). Phân bố: Quảng Tây (Trung Quốc).
- Primulina bogneriana (B.L.Burtt) Mich.Möller & A.Weber (đồng nghĩa: Chirita bogneriana). Phân bố: Việt Nam.
- Primulina brachystigma (W.T.Wang) Mich.Möller & A.Weber (đồng nghĩa: Chirita brachystigma). Phân bố: Quảng Tây (Trung Quốc).
- Primulina brachytricha (W.T.Wang & D.Y.Chen) R.B.Mao & Yin Z.Wang (đồng nghĩa: Chirita brachytricha). Phân bố: Quý Châu (Trung Quốc).
- Primulina brassicoides (W.T.Wang) Mich.Möller & A.Weber (đồng nghĩa: Chirita brassicoides). Phân bố: Quảng Tây (Trung Quốc).
- Primulina brunnea (W.T.Wang) Mich.Möller & A.Weber (đồng nghĩa: Chirita brunnea). Phân bố: Việt Nam.
- Primulina carnosifolia (C.Y.Wu ex H.W.Li) Yin Z.Wang (đồng nghĩa: Chirita carnosifolia). Phân bố: Vân Nam (Trung Quốc).
- Primulina colaniae (Pellegr.) Mich.Möller & A.Weber (đồng nghĩa: Chirita colaniae). Phân bố: Việt Nam.
- Primulina confertiflora (W.T.Wang) Mich.Möller & A.Weber (đồng nghĩa: Chiritopsis confertiflora). Phân bố: Quảng Đông (Trung Quốc).
- Primulina cordata Mich.Möller & A.Weber (đồng nghĩa: Chirita cordifolia W.T. Wang, 1981). Phân bố: Quảng Tây (Trung Quốc).
- Primulina cordifolia (D.Fang & W.T.Wang) Yin Z.Wang (đồng nghĩa: Chiritopsis cordifolia D. Fang & W.T. Wang, 1982 non Chirita cordifolia W.T. Wang, 1981). Phân bố: Quảng Tây (Trung Quốc).
- Primulina crassituba (W.T.Wang) Mich.Möller & A.Weber (đồng nghĩa: Chirita crassituba). Phân bố: Hồ Nam (Trung Quốc).
- Primulina cruciformis (Chun) Mich.Möller & A.Weber (đồng nghĩa: Chirita cruciformis, Didymocarpus cruciformis). Phân bố: Hồ Nam (Trung Quốc).
- Primulina demissa (Hance) Mich.Möller & A.Weber (đồng nghĩa: Chirita demissa, Didymocarpus demissus). Phân bố: Quảng Đông (Trung Quốc).
- Primulina depressa (Hook.f.) Mich.Möller & A.Weber (đồng nghĩa: Chirita depressa). Phân bố: Quảng Đông (Trung Quốc).
- Primulina dongguanica F.Wen, Y.G.Wei & R.Q.Luo. Phân bố: Quảng Đông (Trung Quốc).[6]
- Primulina drakei (B.L.Burtt) Mich.Möller & A.Weber (đồng nghĩa: Chirita drakei B.L. Burtt, Chirita bracteosa Drake nom. illeg. non Chirita bracteosa (Zoll. & Moritzi) Miq. (1858)). Phân bố: Miền bắc Việt Nam.
- Primulina dryas (Dunn) Mich.Möller & A.Weber (đồng nghĩa: Chirita dryas, Chirita sinensis, Didymocarpus sinensis, Primulina sinensis (Lindl.) Y.Z. Wang nom. illeg., non Primulina sinensis Hook. f., nom. illeg., Chirita sinensis var. angustifolia, Chirita sinensis var. bodinieri). Phân bố: Quảng Đông (Trung Quốc). Loài điển hình của Chirita sect. Gibbosaccus.
- Primulina eburnea (Hance) Yin Z.Wang (đồng nghĩa: Chirita eburnea, Chirita fauriei). Phân bố: Quảng Tây, Quảng Đông, Quý Châu, Hồ Bắc, Hồ Nam, Tứ Xuyên (Trung Quốc).
- Primulina fangii (W.T.Wang) Mich.Möller & A.Weber (đồng nghĩa: Chirita fangii). Phân bố: Tứ Xuyên (Trung Quốc).
- Primulina fimbrisepala (Hand.-Mazz.) Yin Z.Wang (đồng nghĩa: Chirita fimbrisepala). Phân bố: Quảng Tây, Quảng Đông, Quý Châu, Hồ Nam, Giang Tây, Phúc Kiến (Trung Quốc).
- Primulina flavimaculata (W.T.Wang) Mich.Möller & A.Weber (đồng nghĩa: Chirita flavimaculata). Phân bố: Trung Quốc (có lẽ là Quảng Tây).
- Primulina floribunda (W.T.Wang) Mich.Möller & A.Weber (đồng nghĩa: Chirita floribunda). Phân bố: Trung Quốc (có lẽ là Quảng Tây).
- Primulina fordii (Hemsl.) Yin Z.Wang (đồng nghĩa: Chirita fordii, Chirita longistyla, Chirita gueilinensis var. dolichotricha, Chirita fordii var. dolichotricha, Didymocarpus fordii). Phân bố: Quảng Tây, Quảng Đông, Quý Châu, Hồ Nam, Tứ Xuyên (Trung Quốc).
- Primulina gemella (D.Wood) Yin Z.Wang (đồng nghĩa: Chirita gemella). Phân bố: Quảng Ninh (Việt Nam).
- Primulina glabrescens (W.T.Wang & D.Y.Chen) Mich.Möller & A.Weber (đồng nghĩa: Chirita glabrescens). Phân bố: Quý Châu (Trung Quốc).
- Primulina glandulosa (D.Fang, L.Zeng & D.H.Qin) Yin Z.Wang (đồng nghĩa: Chiritopsis glandulosa). Phân bố: Quảng Tây (Trung Quốc).
- Primulina grandibracteata (J.M.Li & Mich.Möller) Mich.Möller & A.Weber (đồng nghĩa: Chirita grandibracteata). Phân bố: Vân Nam (Trung Quốc).
- Primulina gueilinensis (W.T.Wang) Yin Z.Wang & Yan Liu (đồng nghĩa: Chirita gueilinensis). Phân bố: Quảng Đông, Quảng Tây (Trung Quốc).
- Primulina guihaiensis (Y.G.Wei, B.Pan & W.X.Tang) Mich.Möller & A.Weber (đồng nghĩa: Chirita guihaiensis). Phân bố: Quảng Tây (Trung Quốc).
- Primulina halongensis (Kiew & T.H.Nguyên) Mich.Möller & A.Weber (đồng nghĩa: Chirita halongensis). Phân bố: Quảng Ninh (Việt Nam).
- Primulina hedyotidea (Chun) Yin Z.Wang (đồng nghĩa: Chirita hedyotidea, Didymocarpus hedyotideus). Phân bố: Quảng Tây (Trung Quốc).
- Primulina heterochroa[7]
- Primulina heterotricha (Merr.) Y.Dong & Yin Z.Wang (đồng nghĩa: Chirita heterotricha). Phân bố: Hải Nam (Trung Quốc).
- Primulina hiepii (Kiew) Mich.Möller & A.Weber (đồng nghĩa: Chirita hiepii). Phân bố: Quảng Ninh (Việt Nam).
- Primulina hochiensis (C.C.Huang & X.X.Chen) Mich.Möller & A.Weber (đồng nghĩa: Chirita hochiensis). Phân bố: Quảng Tây (Trung Quốc).
- Primulina jiuwanshanica (W.T.Wang) Yin Z.Wang (đồng nghĩa: Chirita jiuwanshanica). Phân bố: Quảng Tây (Trung Quốc).
- Primulina juliae (Hance) Mich.Möller & A.Weber (đồng nghĩa: Chirita juliae, Chirita mangshanensis, Chirita mangshanensis var. lasiandra, Chirita gueilinensis var. brachycarpa). Phân bố: Quảng Đông, Phúc Kiến, Hồ Nam, Giang Tây (Trung Quốc).
- Primulina langshanica (W.T.Wang) Yin Z.Wang (đồng nghĩa: Chirita langshanica). Phân bố: Hồ Nam (Trung Quốc).
- Primulina latinervis (W.T.Wang) Mich.Möller & A.Weber (đồng nghĩa: Chirita latinervis). Phân bố: Hồ Nam (Trung Quốc).
- Primulina laxiflora (W.T.Wang) Yin Z.Wang (đồng nghĩa: Chirita laxiflora). Phân bố: Quảng Tây (Trung Quốc).
- Primulina leeii (F.Wen, Yue Wang & Q.X.Zhang) Mich.Möller & A.Weber (đồng nghĩa: Chirita leeii). Phân bố: Quảng Tây (Trung Quốc).
- Primulina leiophylla (W.T.Wang) Yin Z.Wang (đồng nghĩa: Chirita leiophylla). Phân bố: Quảng Tây (Trung Quốc).
- Primulina lepingensis Z.L.Ning & Ming Kang. Phân bố: Giang Tây (Trung Quốc).[8]
- Primulina liboensis (W.T.Wang & D.Y.Chen) Mich.Möller & A.Weber (đồng nghĩa: Chirita liboensis). Phân bố: Quý Châu (Trung Quốc).
- Primulina lienxienensis (W.T.Wang) Mich.Möller & A.Weber (đồng nghĩa: Chirita lienxienensis). Phân bố: Quảng Đông (Trung Quốc).
- Primulina liguliformis (W.T.Wang) Mich.Möller & A.Weber (đồng nghĩa: Chirita liguliformis). Phân bố: Quý Châu (Trung Quốc).
- Primulina linearifolia (W.T.Wang) Yin Z.Wang (đồng nghĩa: Chirita linearifolia). Phân bố: Quảng Tây (Trung Quốc).
- Primulina lingchuanensis (Yan Liu & Y.G.Wei) Mich.Möller & A.Weber (đồng nghĩa: Chiritopsis lingchuanensis). Phân bố: Quảng Tây (Trung Quốc).
- Primulina linglingensis (W.T.Wang) Mich.Möller & A.Weber (đồng nghĩa: Chirita linglingensis). Phân bố: Hồ Nam (Trung Quốc).
- Primulina liujiangensis (D.Fang & D.H.Qin) Yan Liu (đồng nghĩa: Chirita liujiangensis). Phân bố: Quảng Tây (Trung Quốc).
- Primulina lobulata (W.T.Wang) Mich.Möller & A.Weber (đồng nghĩa: Chiritopsis lobulata). Phân bố: Quảng Đông (Trung Quốc).
- Primulina longgangensis (W.T.Wang) Yan Liu & Yin Z.Wang (đồng nghĩa: Chirita longgangensis). Phân bố: Quảng Tây (Trung Quốc).
- Primulina longicalyx (J.M.Li & Yin Z.Wang) Mich.Möller & A.Weber (đồng nghĩa: Chirita longicalyx). Phân bố: Quảng Tây (Trung Quốc).
- Primulina longii (Z.Yu Li) Z.Yu Li (đồng nghĩa: Chirita longii). Phân bố: Quảng Tây (Trung Quốc).
- Primulina lunglinensis (W.T.Wang) Mich.Möller & A.Weber (đồng nghĩa: Chirita lunglinensis). Phân bố: Quảng Tây, Quý Châu (Trung Quốc).
- Primulina lungzhouensis (W.T.Wang) Mich.Möller & A.Weber (đồng nghĩa: Chirita lungzhouensis). Phân bố: Quảng Tây (Trung Quốc).
- Primulina luochengensis (Yan Liu & W.B.Xu) Mich.Möller & A.Weber (đồng nghĩa: Wentsaiboea luochengensis). Phân bố: Quảng Tây (Trung Quốc).
- Primulina lutea (Yan Liu & Y.G.Wei) Mich.Möller & A.Weber (đồng nghĩa: Chirita lutea). Phân bố: Quảng Tây (Trung Quốc).
- Primulina luzhaiensis (Yan Liu, Y.S.Huang & W.B.Xu) Mich.Möller & A.Weber (đồng nghĩa: Chirita luzhaiensis). Phân bố: Quảng Tây (Trung Quốc).
- Primulina macrodonta (D.Fang & D.H.Qin) Mich.Möller & A.Weber (đồng nghĩa: Chirita macrodonta). Phân bố: Quảng Tây (Trung Quốc).
- Primulina macrorhiza (D.Fang & D.H.Qin) Mich.Möller & A.Weber (đồng nghĩa: Chirita macrorhiza). Phân bố: Quảng Tây (Trung Quốc).
- Primulina maguanensis (Z.Yu Li, H.Jiang & H.Xu) Mich.Möller & A.Weber (đồng nghĩa: Chirita maguanensis). Phân bố: Vân Nam (Trung Quốc).
- Primulina medica (D.Fang) Yin Z.Wang (đồng nghĩa: Chirita medica). Phân bố: Quảng Tây (Trung Quốc).
- Primulina minutimaculata (D.Fang & W.T.Wang) Yin Z.Wang (đồng nghĩa: Chirita minutimaculata). Phân bố: Quảng Tây (Trung Quốc).
- Primulina modesta (Kiew & T.H.Nguyên) Mich.Möller & A.Weber (đồng nghĩa: Chirita modesta). Phân bố: Việt Nam.
- Primulina mollifolia (D.Fang & W.T Wang) J.M.Li & Yin Z.Wang (đồng nghĩa: Chiritopsis mollifolia). Phân bố: Quảng Tây (Trung Quốc).
- Primulina nandanensis (S.X.Huang, Y.G.Wei & W.H.Luo) Mich.Möller & A.Weber (đồng nghĩa: Chirita nandanensis). Phân bố: Quảng Tây (Trung Quốc).
- Primulina napoensis (Z.Yu Li) Mich.Möller & A.Weber (đồng nghĩa: Chirita napoensis). Phân bố: Quảng Tây (Trung Quốc).
- Primulina obtusidentata (W.T.Wang) Mich.Möller & A.Weber (đồng nghĩa: Chirita obtusidentata, Chirita laifengensis). Phân bố: Quý Châu, Hồ Bắc (Trung Quốc).
- Primulina ophiopogoides (D.Fang & W.T.Wang) Yin Z.Wang (đồng nghĩa: Chirita ophiopogoides). Phân bố: Quảng Tây (Trung Quốc).
- Primulina orthandra (W.T.Wang) Mich.Möller & A.Weber (đồng nghĩa: Chirita orthandra). Phân bố: Quảng Tây (Trung Quốc).
- Primulina parvifolia (W.T.Wang) Yin Z.Wang & J.M.Li (đồng nghĩa: Chirita parvifolia). Phân bố: Quảng Tây (Trung Quốc).
- Primulina pinnata (W.T.Wang) Yin Z.Wang (đồng nghĩa: Chirita pinnata). Phân bố: Quảng Tây (Trung Quốc).
- Primulina pinnatifida (Hand.-Mazz.) Yin Z.Wang (đồng nghĩa: Chirita pinnatifida, Chirita quercifolia, Didymocarpus pinnatifidus). Phân bố: Phúc Kiến, Quảng Đông, Quảng Tây, Hồ Nam, Giang Tây, Chiết Giang (Trung Quốc).
- Primulina poilanei (Pellegr.) Mich.Möller & A.Weber (đồng nghĩa: Chirita poilanei). Phân bố: Miền trung Việt Nam.
- Primulina polycephala (Chun) Mich.Möller & A.Weber (đồng nghĩa: Chirita polycephala, Didymocarpus polycephalus). Phân bố: Quảng Đông (Trung Quốc).
- Primulina pseudoeburnea (D.Fang & W.T.Wang) Mich.Möller & A.Weber (đồng nghĩa: Chirita pseudoeburnea). Phân bố: Quảng Tây (Trung Quốc).
- Primulina pseudoheterotricha (T.J.Zhou, B.Pan & W.B.Xu) Mich.Möller & A.Weber (đồng nghĩa: Chirita pseudoheterotricha). Phân bố: Quảng Tây (Trung Quốc).
- Primulina pteropoda (W.T.Wang) Yan Liu (đồng nghĩa: Chirita pteropoda). Phân bố: Quảng Đông (Trung Quốc).
- Primulina pungentisepala (W.T.Wang) Mich.Möller & A.Weber (đồng nghĩa: Chirita pungentisepala). Phân bố: Quảng Tây (Trung Quốc).
- Primulina renifolia (D.Fang & D.H.Qin) J.M.Li & Yin Z.Wang (đồng nghĩa: Wentsaiboea renifolia). Phân bố: Quảng Tây (Trung Quốc). Loài điển hình của chi Wentsaiboea.
- Primulina repanda (W.T.Wang) Yin Z.Wang (đồng nghĩa: Chiritopsis repanda). Phân bố: Quảng Tây (Trung Quốc). Loài điển hình của chi Chiritopsis.
- Primulina ronganensis (D.Fang & Y.G.Wei) Mich.Möller & A.Weber (đồng nghĩa: Chirita ronganensis). Phân bố: Quảng Tây (Trung Quốc).
- Primulina roseoalba (W.T.Wang) Mich.Möller & A.Weber (đồng nghĩa: Chirita roseoalba). Phân bố: Hồ Nam (Trung Quốc).
- Primulina rosulata (F. Wen & Y. G. Wei) Z. L. Ning & X. Y. Zhuang
- Primulina rotundifolia (Hemsl.) Mich.Möller & A.Weber (đồng nghĩa: Chirita rotundifolia, Didymocarpus rotundifolius). Phân bố: Quảng Đông (Trung Quốc).
- Primulina sclerophylla (W.T.Wang) Yan Liu (đồng nghĩa: Chirita sclerophylla). Phân bố: Quảng Tây (Trung Quốc).
- Primulina secundiflora (Chun) Mich.Möller & A.Weber (đồng nghĩa: Chirita secundiflora [sic Chirta], Didymocarpus secundiflorus). Phân bố: Quý Châu (Trung Quốc).
- Primulina semicontorta (Pellegr.) Mich.Möller & A.Weber (đồng nghĩa: Chirita semicontorta). Phân bố: Quảng Ninh (Việt Nam).
- Primulina shouchengensis (Z.Yu Li) Z.Yu Li (đồng nghĩa: Chirita shouchengensis). Phân bố: Quảng Tây (Trung Quốc).
- Primulina sichuanensis (W.T.Wang) Mich.Möller & A.Weber (đồng nghĩa: Chirita sichuanensis). Phân bố: Tứ Xuyên (Trung Quốc).
- Primulina skogiana (Z.Yu Li) Mich.Möller & A.Weber (đồng nghĩa: Chirita skogiana). Phân bố: Cam Túc (Trung Quốc).
- Primulina spadiciformis (W.T.Wang) Mich.Möller & A.Weber (đồng nghĩa: Chirita spadiciformis). Phân bố: Trung Quốc (có lẽ Quảng Tây).
- Primulina speluncae (Hand.-Mazz.) Mich.Möller & A.Weber (đồng nghĩa: Chirita speluncae, Didymocarpus speluncae). Phân bố: Vân Nam (Trung Quốc).
- Primulina spinulosa (D.Fang & W.T.Wang) Yin Z.Wang (đồng nghĩa: Chirita spinulosa). Phân bố: Quảng Tây (Trung Quốc).
- Primulina subrhomboidea (W.T.Wang) Yin Z.Wang (đồng nghĩa: Chirita subrhomboidea). Phân bố: Quảng Tây (Trung Quốc).
- Primulina subulata (W.T.Wang) Mich.Möller & A.Weber (đồng nghĩa: Chiritopsis subulata). Phân bố: Quảng Đông (Trung Quốc).
- Primulina subulatisepala (W.T.Wang) Mich.Möller & A.Weber (đồng nghĩa: Chirita subulatisepala). Phân bố: Hồ Bắc, Tứ Xuyên (Trung Quốc).
- Primulina swinglei (Merr.) Mich.Möller & A.Weber (đồng nghĩa: Chirita swinglei, Chirita pellegriniana, Didymocarpus swinglei, Didymocarpus balansae non Chirita balansae Drake). Phân bố: Quảng Đông, Quảng Tây (Trung Quốc), miền bắc Việt Nam.
- Primulina tabacum Hance (đồng nghĩa: Primulina sinensis nom. illeg.). Phân bố: Quảng Đông (Trung Quốc). Loài điển hình của chi.
- Primulina tenuifolia (W.T.Wang) Yin Z.Wang (đồng nghĩa: Chirita tenuifolia). Phân bố: Quảng Tây (Trung Quốc).
- Primulina tenuituba (W.T.Wang) Yin Z.Wang (đồng nghĩa: Chirita tenuituba, Chirita shennungjiaensis, Deltocheilos tenuitubum). Phân bố: Quý Châu, Hồ Bắc, Hồ Nam, Tứ Xuyên (Trung Quốc). Loài điển hình của chi Deltocheilos.
- Primulina tribracteata (W.T.Wang) Mich.Möller & A.Weber (đồng nghĩa: Chirita tribracteata). Phân bố: Quảng Tây (Trung Quốc).
- Primulina varicolor (D.Fang & D.H.Qin) Yin Z.Wang (đồng nghĩa: Chirita varicolor). Phân bố: Quảng Tây (Trung Quốc).
- Primulina verecunda (Chun) Mich.Möller & A.Weber (đồng nghĩa: Chirita verecunda, Didymocarpus verecundus). Phân bố: Quảng Tây (Trung Quốc).
- Primulina vestita (D.Wood) Mich.Möller & A.Weber (đồng nghĩa: Chirita vestita). Phân bố: Quý Châu (Trung Quốc).
- Primulina villosissima (W.T.Wang) Mich.Möller & A.Weber (đồng nghĩa: Chirita villosissima). Phân bố: Quảng Đông (Trung Quốc).
- Primulina wangiana (Z.Yu Li) Mich.Möller & A.Weber (đồng nghĩa: Chirita wangiana). Phân bố: Quảng Tây (Trung Quốc).
- Primulina weii Mich.Möller & A.Weber (đồng nghĩa: Chirita mollifolia non Chiritopsis mollifolia). Phân bố: Quảng Tây (Trung Quốc).
- Primulina wentsaii (D.Fang & L.Zeng) Yin Z.Wang (đồng nghĩa: Chirita wentsaii). Phân bố: Quảng Tây (Trung Quốc).
- Primulina xinningensis (W.T.Wang) Mich.Möller & A.Weber (đồng nghĩa: Chirita xinningensis). Phân bố: Hồ Nam (Trung Quốc).
- Primulina xiuningensis (X.L.Liu & X.H.Guo) Mich.Möller & A.Weber (đồng nghĩa: Chiritopsis xiuningensis). Phân bố: An Huy (Trung Quốc).
- Primulina yingdeensis Z. L. Ning, M. Kang & X. Y. Zhuang
- Primulina yungfuensis (W.T.Wang) Mich.Möller & A.Weber (đồng nghĩa: Chirita yungfuensis). Phân bố: Quảng Tây (Trung Quốc).

## Các loài từng đặt ở đây
Các loài dưới đây được chuyển sang chi Deinostigma năm 2016.
- Deinostigma cicatricosa (W.T.Wang) D.J.Middleton & Mich.Möller  (đồng nghĩa: Primulina minutihamata var. cicatricosa, Chirita minutihamata var. cicatricosa, Chirita cicatricosa). Phân bố: Quảng Tây. Trước đây coi là đồng nghĩa của Chirita minutihamata
- Deinostigma cycnostyla (B.L.Burtt) D.J.Middleton & H.J.Atkins (đồng nghĩa: Primulina cycnostyla, Chirita cycnostyla). Phân bố: Miền trung Việt Nam.
- Deinostigma cyrtocarpa (D.Fang & L.Zeng) Mich.Möller & H.J.Atkins  (đồng nghĩa: Primulina cyrtocarpa, Chirita cyrtocarpa). Phân bố: Quảng Tây (Trung Quốc).
- Deinostigma eberhardtii (Pellegr.) D.J.Middleton & H.J.Atkins  (đồng nghĩa: Primulina eberhardtii, Chirita eberhardtii). Phân bố: Miền trung Việt Nam.
- Deinostigma minutihamata (D.Wood) D.J.Middleton & H.J.Atkins  (đồng nghĩa: Primulina minutihamata non cicatricosa, Chirita minutihamata non cicatricosa). Phân bố: Miền trung Việt Nam.
- Deinostigma tamiana (B.L.Burtt) D.J.Middleton & H.J.Atkins  (đồng nghĩa: Primulina tamiana, Chirita tamiana). Phân bố: Vĩnh Phúc (Việt Nam).